# Jerzy Duracz
Jerzy Teodor Duracz (ur. 8 września 1921, zm. 14 września 2011) – polski „Sprawiedliwy wśród Narodów Świata”.

## Życiorys
W trakcie II wojny światowej pomagał w Warszawie ludności żydowskiej. W 1942 wstąpił do podziemnej Gwardii Ludowej (GL) i wkrótce zaprzyjaźnił się z żydowskimi członkami podziemia. W ramach swojej działalności podziemnej; Duracz wraz z Niutą Tajtelbaum prowadzili akcje bojowe na ulicach Warszawy, pomagali Żydom w getcie i uciekinierom po aryjskiej stronie miasta. Z czasem stał się znany jako „adres” prześladowanych Żydów. Oprócz znajdowania im kryjówek, Duracz dawał uchodźcom pieniądze i dostarczał im „aryjskie” dokumenty. Duracz, pełnił także funkcję kuriera pomiędzy uchodźcami a partyzantami w lesie, dowodził Izraelem Mączkowskim i jego bratem Natanem; do żydowskiego oddziału partyzanckiego działającego w lesie parczewskim (województwo lubelskie). W kwietniu 1943 Duracz brał czynny udział w powstaniu w getcie warszawskim, jako członek oddziału GL, który zaatakował pozycje SS. Po wojnie Duracz poślubił Anię Bailer, żydowską członkinię podziemia. W połowie kwietnia 1943 r. wszedł w kontakt z Izraelem i Natanem Maczkowskimi. Umieścił ich w mieszkaniu przy ul. Wiśniowej 25, gdzie przebywał już m.in. pisarz Jehuda Feldwurm z córkami. 

Jak wspominał po latach jeden z ocalonychː
„Mieszkanie zamykane było na kłódkę z zewnątrz, niby puste, a cała opieka nad pięcioma osobami odciętymi od świata spoczywała na Jerzym Duraczu, który dostarczał żywność i utrzymywał nieodzowny kontakt ze światem zewnętrznym. Wielokrotnie też, by dodać otuchy, nocował z nami, dzieląc niejako nasz los”
W 1971 r., kiedy oboje wyemigrowali do Izraela, Duracz został powitany jak bohater przez Żydów, którym uratował życie.
Był synem Teodora Duracza, polskiego prawnika, działacza komunistycznego. W kraju toczą się dyskusje dotyczące upamiętnienia jego ojca w przestrzeni publicznej. Niektóre środowiska proponują zamianę tych nazw, by upamiętniały właśnie Jerzego.
16 kwietnia 1972 r. Instytut Jad Waszem uhonorował Jerzego Duracza medalem „Sprawiedliwy wśród Narodów Świata”. Został odznaczony Orderem Krzyża Grunwaldu III klasy (1947), Krzyżem Oficerskim Orderu Odrodzenia Polski (1954) oraz Medalem 10-lecia Polski Ludowej (1955).